# Abu Tammam
Abu Tammam (albo Habib Ibn Tadus, Habib Ibn Aus) (ur. ok. 800 w Dżasib koło Damaszku, zm. 846 w Mosulu) - poeta i antologista arabski.
Urodził się pod imieniem Habib na przełomie VIII i IX wieku w miejscowości Dżasib nieopodal Damaszku, jako syn niejakiego Tadeusza, prawdopodobnie Greka żyjącego w Syrii. W młodości przyjął islam i w związku z tym został maulą plemienia Tajji. Imię ojca w swoim nazwisku zmienił na etnonim Aus, stąd nazywa się go Habib Ibn Aus. Przydomek "Abu Tammam", to jest "ojciec doskonałości", otrzymał wówczas gdy jego kasydy pochwalne stały się sławne i zaczęły uchodzić za wzór sztuki poetyckiej.
Młodość Abu Tammam spędził w Damaszku, następnie przeniósł się do Himsu, i tam właśnie został maulą Tajjitów. Później powędrował do Egiptu, gdzie zarabiał na życie jako woziwoda. Sławę poetycką zyskał po powrocie do Syrii, gdy napisał swoje pierwsze panegiryki. Wkrótce Abu Tammam został nadwornym poetą kalifa Al-Mutasima (833 - 842). Tworzył poematy pochwalne na cześć władcy i wybitnych ludzi z jego dworu. Po śmierci Al-Mutasima jego protektorem stał się rządzący w Chorasanie Abd Allah Ibn Tahir (828 - 844). Pod koniec życia został mianowany naczelnikiem poczty (czyli tajnych służb) w Mosulu, i tam zmarł.
Abu Tammam był wielbicielem poezji przedmuzułmańskiej i zajmował się jej gromadzeniem i studiowaniem. W wyniku tych badań zredagował dwie antologie utworów poetyckich: Al-Hamasa (Dzielność) oraz Al-Wahszijjat (Odpryski). Pierwsza z tych antologii zawiera wielką ilość wierszy mniej znanych poetów, które tylko dzięki niej dotarły do naszych czasów. Świadczy ona "o doskonałym wyczuciu artystycznym Abu Tammama" .
Szacunek dla dawnej poezji beduińskiej miał wielki wpływ na twórczość Abu Tammama. Starał się on za wszelką cenę naśladować jej wzory i pisać panegiryki zgodnie z kanonami poezji przedmuzułmańskiej i wczesnej poezji Umajjadzkiej. Jednocześnie jednak "ów szacunek dla dawnych wzorów Abu Tammam łączył z wirtuozerską wprost zdolnością do stosowania nowych tropów stylistycznych (badi) zrodzonych w arabskiej poezji modernistycznej". Zdaniem niektórych uczonych Abu Tammam był lepszym znawcą poezji niż poetą. Język jego utworów jest trudny, a konstrukcja zdań bardzo zagmatwana, co utrudnia ich odbiór . Jego poezja uchodzi za sztuczną, wymyślną (masnu), w odróżnieniu od poezji jego ucznia i kontynuatora, Al-Buhturiego, która uważana jest za naturalną (matbu).